# Stor-Siktensjön
Stor-Siktensjön är en sjö i Örnsköldsviks kommun i Ångermanland och ingår i Gideälvens huvudavrinningsområde. Sjön har en area på 0,0919 kvadratkilometer och ligger 188,3 meter över havet.

## Delavrinningsområde
Stor-Siktensjön ingår i det delavrinningsområde (706777-163539) som SMHI kallar för Ovan 706689-163567. Medelhöjden är 227 meter över havet och ytan är 4,71 kvadratkilometer. Räknas de 280 avrinningsområdena uppströms in blir den ackumulerade arean 2 662,77 kvadratkilometer. Avrinningsområdets utflöde Gideälven mynnar i havet. Avrinningsområdet består mestadels av skog (83 procent). Avrinningsområdet har 0,18 kvadratkilometer vattenytor vilket ger det en sjöprocent på 3,9 procent.